# ارتفاع آزاد (دریانوردی)

یک نگارهٔ گرافیکی از ابعاد مورد استفاده برای توصیف کشتی. f ارتفاع آزاد است.

در قایق‌رانی بادبانی و عادی، ارتفاع آزاد شناور، فاصله از خط آب تا سطح بالای عرشه است که از پایین‌ترین نقطهٔ عرشه که آب می‌تواند وارد قایق یا کشتی شود، اندازه‌گیری می‌شود. در کشتی‌های تجاری، معیار دومی که نسبت به خط بار کشتی اندازه‌گیری می‌شود، صرف‌نظر از ترتیبات عرشه، تعریف استاندارد و تنظیم‌شده است.
در یات‌ها، قایق‌های مسابقه‌ای، برای افزایش سرعت (با کاهش وزن و در نتیجه کاهش نیروی پسار) معمولاً ارتفاع آزاد کمی وجود دارد. ارتفاع آزاد بالاتر فضای کابین بیشتری فراهم می‌کند، اما وزن و پسار را می‌افزاید که به ضرر سرعت است. ارتفاع آزاد بالاتر، مانند کشتی‌های اقیانوس‌پیما، به امواج آب‌وهوایی عادی کمک می‌کند و بنابراین احتمال برخورد امواج پرآب را کاهش می‌دهد. یک کشتی با ارتفاع آزاد کم در دریاهای مواج مستعد برخورد بیشتر با آب است. کشتی‌های باری و کشتی‌های جنگی از ارتفاع آزاد بالا برای افزایش حجم داخلی استفاده می‌کنند، همچنین این‌گونه مقررات پایداری در آسیب سازمان بین‌المللی دریانوردی را به دلیل افزایش شناوری ذخیره برآورده می‌کنند.